# Yeniden Refah Partisi
Die Yeniden Refah Partisi (Kurzbezeichnung: Yeniden Refah; türkisch für „Neue Wohlfahrtspartei“) ist eine islamistische Partei in der Türkei aus der Millî-Görüş-Bewegung.

## Geschichte
Die YRP wurde am 23. November 2018 von Fatih Erbakan gegründet. Er ist der Sohn von Necmettin Erbakan, dem ehemaligen Ministerpräsidenten und Vorsitzenden der Wohlfahrtspartei (Refah Partisi), deren Vorsitzender sein Vater bis zum Verbot im Januar 1998 war. Die Yeniden Refah Partisi stellt eine Abspaltung der Glückseligkeitspartei (Saadet Partisi) dar, die wiederum der Nachfolger der Wohlfahrtspartei ist. Die Partei nahm an der Parlamentswahl am 14. Mai 2023 zum ersten Mal an landesweiten Wahlen teil.
Die Partei lehnte zunächst nach Gesprächen mit der regierenden AKP ab, Teil des Wahlbündnisses Cumhur İttifakı zu werden. Am 24. März 2023 schloss sich die Partei dennoch dem Wahlbündnis an. Zudem verzichtete Erbakan zugunsten Erdoğans auf eine Kandidatur bei den gleichzeitig stattfindenden Präsidentschaftswahlen.

## Kontroversen
Gründer und Vorsitzender Fatih Erbakan ist offener Impfskeptiker. Er hat behauptet, dass die COVID-19-Impfung dazu führen könne, dass „halb-Mensch, halb-Affen“ geboren werden.